# Melanophryniscus langonei
El sapito de Langone (Melanophryniscus langonei) es una especie de anfibio del género Melanophryniscus, perteneciente a la familia Bufonidae. Es un taxón endémico del Uruguay.

## Taxonomía
Melanophryniscus langonei fue descrito originalmente en el año 2008 por los herpetólogos Raúl Maneyro, Daniel E. Naya y Diego Baldo.
Se trata de un anfibio pequeño, con una longitud de entre 20,5 y 21,5 mm. Fue incluida en el grupo M. moreirae. La especie morfológicamente más próxima es M. sanmartini de la cual se la separa por poseer un patrón cromático dorsal castaño claro, el cual es recorrido longitudinalmente por 6 cordones glandulares de tonalidades más oscuras La región gular es uniformemente negra.
Localidad tipo
La localidad tipo es: Uruguay, Rivera, Establecimiento Trinidad (30°59′S, 55°26′W, aproximadamente a 230 m s. n. m.).
Ejemplar tipo y paratipos
El holotipo es un adulto que fue colectado por R. Maneyro y D. E. Naya el 23 de marzo de 2001, y fue catalogado como: ZVCB 5334. 
Los ejemplares paratípicos fueron colectados en: Uruguay, Rivera, Establecimiento Vázquez (31°11′S, 55°21′W, aproximadamente a 190 m s. n. m.).
- El ZVCB 6375 es un adulto capturado por  D. E. Naya el 12 de abril de 2001.
- El ZVCB 8129 es un adulto capturado por  D. E. Naya el 7 de julio de 2001.
- El ZVCB 9389 es un adulto capturado por  D. E. Naya el 12 de enero de 2002.
- El ZVCB 8336 es un juvenil capturado por  D. E. Naya el 14 de setiembre de 2001 (aproximadamente a 230 m s. n. m.).[1]

Etimología
Etimológicamente, el término específico langonei rinde honor al apellido del herpetólogo uruguayo licenciado José Antonio Langone Fernández, el cual estudia los anfibios sudamericanos, en especial los del género Melanophryniscus.

## Distribución, costumbres y amenazas
Este anfibio es un endemismo del norte del Uruguay; sólo se conoce de 2 localidades separadas por unos 15 km en una región serrana del departamento de Rivera, en altitudes comprendidas entre los 190 y 230 m s. n. m..
Si bien se encuentra próximo a la frontera sur del estado brasileño de Río Grande del Sur, no hay aún colectas localizadas en dicho país que lo comprueben.
El terreno ofrece pendientes suaves, presentando un paisaje abierto donde predominan los pastizales surcados por pequeños arroyos. Su ambiente está siendo modificado seriamente por plantaciones forestales de Eucaliptus y Pinus. Es el más raro de las 23 especies de anuros con las que convive, una de ellas es de su mismo género: M. sanmartini.
Evidencia reproductiva circunstancial (por ejemplo presencia de
óvulos maduros en mayo y la captura de un juvenil en septiembre), podría indicar que se reproduce durante el invierno.